# Елада
Вижте пояснителната страница за други значения на Елада.
Елада (на гръцки: Ελλάδα, катаревуса Ελλάς) е ендоним за родната страна на гърците, за разлика от екзонима им гърци.
Името гърци идва от латинското название на жителите на колонията Куме, от които то се разпространява през античността последователно върху Магна Греция и елинския свят, при това предимно в културен аспект.
Етимологията за елини и Елада произлиза от град Фтиотида и масово навлиза в употреба през епохата на елинизма в гръко-римския свят и извън него. Дължим го на Омир, който го локализира в областта Ахилея (по името на страната на Ахил) между реките Епиней и Асоп.